# 五島市立図書館
五島市立図書館（ごとうしりつとしょかん, Goto City Library）は、長崎県五島市にある市立の公共図書館。
所在地は五島市池田町1番5号だったが2022年（令和4年）10月1日で閉館し、2023年（令和5年）4月から五島市木場町の旧五島中央病院跡地に移転する。

## 概要
前身は1961年（昭和36年）に福江中央公民館内に設置された長崎県立図書館の分館である。
1984年（昭和59年）に福江市が宿泊施設の建物を購入し、増改築による整備後、1991年（平成3年）1月26日に「福江市立図書館」として開館した。
収蔵能力は約8万冊だったが、その後、蔵書数はこれを超過して館外書庫での保管を余儀なくされていたほか、老朽化による耐震基準も問題となっていた。これらの問題により、2012年8月より移転・新築に着工、2014年度開館が予定された。しかし、その後の2014年3月に入り2億4900万円の新図書館事業費が高すぎるとの理由で建設規模と費用の縮小を求めた2万人弱の市民による署名が寄せられ、五島市当初予算案から図書館建設費を見送る形で取り下げられた。
2004年現在、市内の8小中学校・3公民館への団体貸出費用を負担している。
2014年（平成26年）3月31日現在の登録人口は26,933人。
2018年（平成30年）に「五島市新図書館整備基本計画」の改訂版が新たに策定され、2023年（令和5年）4月から五島市木場町の旧五島中央病院跡地に移転することになった。

## 歴史
- 1991年（平成3年）1月にホテル「翠仙閣」だった建物を改装し開館[3][9][1]。
- 1992年（平成4年）6月、長崎県立長崎図書館とオンラインを結ぶ[1]。
- 1996年（平成8年）、移動図書館車「ラブリーつばき号」を運行開始[1]。
- 2001年1月に利用者インターネット端末を設置、同年10月に図書館情報検索システムを導入[1]。
- 2022年（令和4年）9月30日、旧図書館の閉館セレモニーが行われる[8]。
- 2023年（令和5年）4月、五島市木場町の旧五島中央病院跡地に移転[8]。

## 施設

### 新館
新館は2023年4月に五島市木場町の旧五島中央病院跡地に開館する予定である。建物は鉄筋コンクリート造、平屋建て、延べ床面積2300平方メートルである。

### 旧館

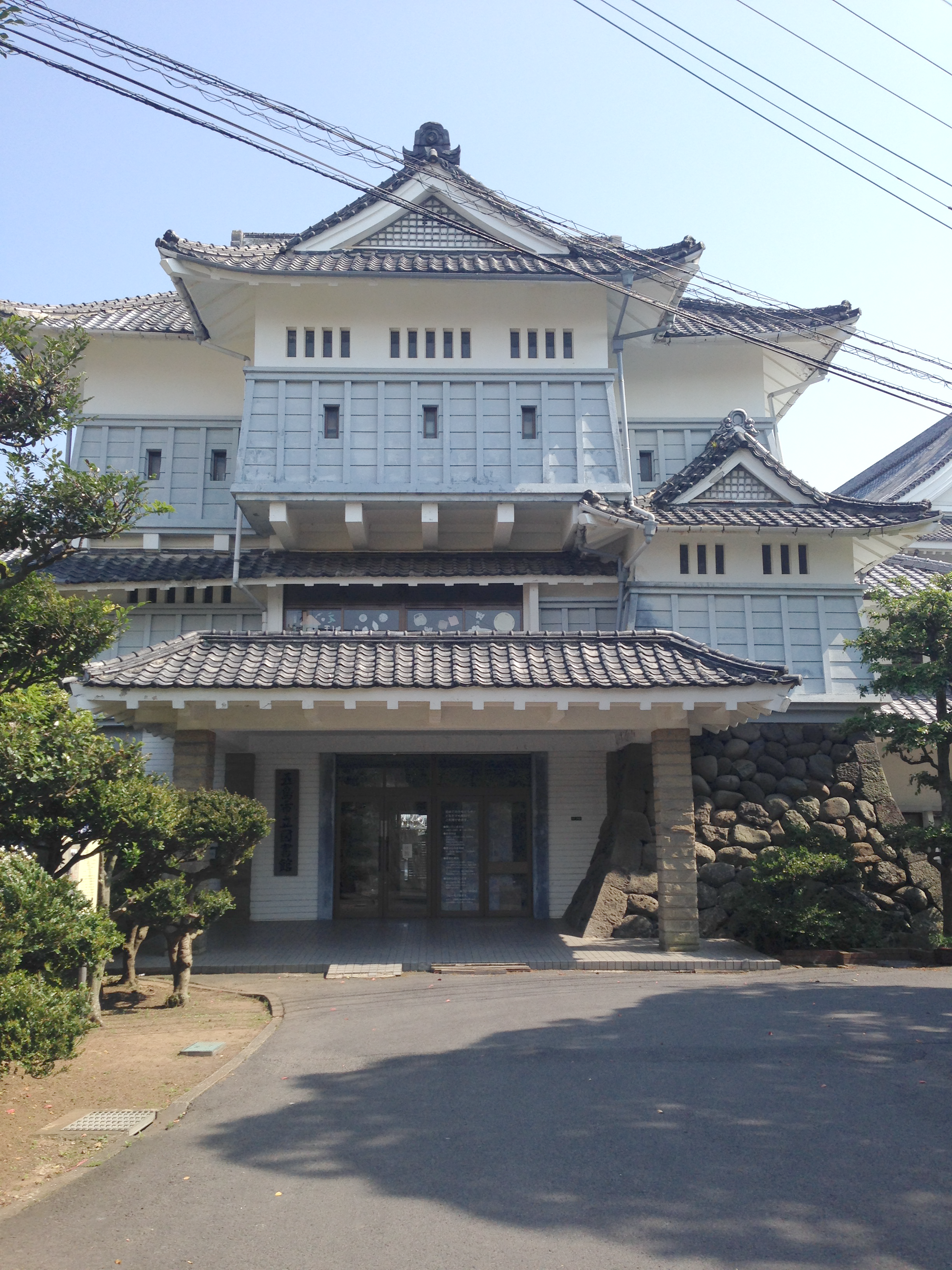
旧五島市立図書館

五島市池田町の石田城跡に所在し、五島観光歴史資料館と隣接していた。
建物は1959年（昭和34年）に宿泊施設（先述のホテル「翠仙閣」）として建設された。1984年（昭和59年）に福江市がこの建物を購入し、増改築による整備後、1991年（平成3年）1月26日に「福江市立図書館」として開館した。
鉄筋コンクリート（一部3階建）で、1階ふれあいコーナー、2階こども一般図書コーナー、3階閲覧室および視聴覚コーナーとなっていた。

## サービス
開館時間
- 10:00～18:00

休館日
- 毎週月曜日（※月曜日が国民の祝日に当たるときはその翌日）
- 5月3日〜5月5日
- 年末年始
- 国民の祝日（土日は開館）
- 特別整理期間
- 月末及び年度末統計整理日

利用者資格
- 五島市内在住者と五島市内への通勤・通学者。

## 周辺
- 五島市シルバー人材センター
- 五島市社会福祉協議会福祉介護センター